# 真部脩一
真部 脩一（まべ しゅういち、1985年 - 、福岡県生まれ）は、日本のギタリスト、ベーシスト、シンセサイザー奏者、ソングライター、編曲家、音楽プロデューサー。

## 概要
大学生の時に、映像好きが高じて先輩が組んでいたバンド進行方向別通行区分のビデオ撮影をすることになり、その流れでギターとして参加するようになったのが初めてのバンド活動だった。
進行方向別通行区分がメンバーの就職活動を理由に一旦解散すると、身近な人間を集めて新たなバンド相対性理論を結成。自身も就職活動をしていたものの、すでにバンドが日常になっていたので、就職後も週末に遊びでやれるバンドとして作った。結成時、メンバーの中に曲を書ける人間がいなかったので自分が曲を書き始めた。また集めたメンバーの中にベーシストがいなかったので、相対性理論ではベースを担当している。思い出作りのつもりだったが、たまたま自主制作音源『シフォン主義』を置いてもらっていた下北沢のハイラインレコーズを訪れたレコード会社の人間からの誘いでプロのミュージシャンとして活動するようになる。
相対性理論を脱退後は、進行方向別通行区分、古都の夕べ、Vampilliaのコアメンバーとして活動しながら、フリーランスのミュージシャンとして、ハナエやタルトタタンなどアーティストへの楽曲提供やプロデュース、CMや映画音楽の制作などを手掛けるようになる。
正式にメンバーとなったVampilliaとは相対性理論時代に対バンした時に初めて出会い、バンドを続けながらアレンジを手伝ったりレコーディングスタジオに遊びに行ってディレクションを行ったりして交流を深めていた。諸事情で当時は頭から紙袋をかぶって顔を隠しながら「とんがりコーン」という名前でステージに立ってギターを弾いていた。
バンド集団行動を自身が中心となって結成。相対性理論脱退後はバンドはもういいという気分になっていたが、1人だけで仕事ができる状態になると自分以外の要素から生まれる別の音楽をやりたいと思うようになって始めた。
2023年4月より音楽プロデューサーの加茂啓太郎が作家、マネージメントに携わる。

## 音楽性
言葉遊びを多用したシュールで独特のワードセンスを持ったどこか感傷的な歌詞を、ペンタトニックスケールを多用したオリエンタルで中毒性の高いメロディーに乗せる真部が作り出したポップミュージックの新しい方程式は、日本のポップスに大きな影響を与えた。
相対性理論のメンバーとして初期の曲作りやサウンドプロダクションに大きく貢献。また世間的に「(初期の)相対性理論っぽい」とされている「ペンタトニック のいいメロディー」という要素は、進行方向別通行区分からの影響もある。進行方向別通行区分の曲作りはリーダーでボーカル・ギターの田中が行っていたが、アレンジはメンバーに丸投げだったため、そこで考えたギターのフレージングが、後の相対性理論にもつながる真部のオリジナリティーとして確立していった。田中のギターがあまりにもいろんな音を鳴らしすぎていたため、なるべく少ない音で効果的にリフを作る必要性にかられた真部が、民謡臭くなったりブルース臭くなったりしないような透明感のあるペンタトニックでフレーズを作れば格好いいのではないかと考えて曲を作るようになったからである。

## 人物
父が音楽好きで家に楽器があるような家庭だったので、4歳から10歳までピアノを習っていた。小学生の頃からジャズが大好きだった父親のレコードを盗み聴きするようになる。
生まれて初めて書いた曲は、相対性理論の「おはようオーパーツ」。
『シフォン主義』の自主制作盤リリース時、ベース歴がわずか1か月だった。
相対性理論の「テレ東」という曲を書いたとき、人生で一度だけ「曲が降ってくる」という体験をした。何の気なしに鍵盤を弾いていたらイントロから最後まで一気に書き上げてしまったというその体験が、自分の中ではとても大きく、モチベーションの拠り所になっているという。
同世代のバンドの中で、純粋に感動したのは神聖かまってちゃんとVampilliaだけ。
脱退後、｢初期の相対性理論のエポック（革新）性は何か?｣とのインタビュアーの問いに、「被批評性の高さ」を挙げた。
純粋に売れてるものが好きなので、学生の頃に心をつかまれたのは1990年代後半から2000年代にかけてのアメリカのヒットチャート。
昔はイギリスのモノクローム・セットのような、アメリカのヒットチャートを独自解釈して違う土壌でやったら全然違うものになったというようなバンドがやりたかった。
同時に、自身の音楽ルーツに関して「ザ・スミス」からの影響を度々指摘される点について「違うんだけどなぁ」と否定している。
J-POPで参考にしていたバンドはX JAPANとJUDY AND MARY。本当に好きなことを突き詰めているように見えながら、ビジネスとしても成功していたイメージがあるので、それをロールモデルとしたものをやりたかった。
西浦謙助とは真部が19歳くらいの頃に進行方向別通行区分に入ることになった時からの付き合いで、ドラマーが必要なときにまず最初に電話をかける相手。真部の中では、いわゆる“バンドメンバーの絆”のようなものを一番感じる人物。
水曜日のカンパネラの音楽担当、ケンモチヒデフミと親交があり、ひとりの職人としてリスペクトを表明している。
私を構成する9枚のアルバムという企画で、集団行動のメンバーで各3枚選ぶ事になり、初めて聴いた瞬間を覚えている3枚と前置きした上で、マイルス・デイヴィスの「Nefertiti」、プリンスの「The Gold Experience」、ドクター・ドレーの「2001」を挙げた。
タルトタタンのデビュー・アルバムのレコーディング時、即興でその場（スタジオ内）で歌詞をつくり、そのままレコーディングしていたため、取材に訪れていたライターを驚かせた。
2023年TikTokで流行の人気曲に、自身の作詞作曲した「チャイナアドバイス」、「神様はじめました」の2曲が選出される。いずれも発表から10年以上経過してからの異例の流行。
あのちゃんがマンスリーパーソナリティを務めるラジオ番組にゲスト出演した際、はじめて作った曲が「おはようオーパーツ」だったことに加え、その次に「スマトラ警備隊」が出来たこと、「気になるあの娘」の歌詞は大学の授業中に書いたという話を語る。

## 略歴
2005年頃、進行方向別通行区分のギタリストとして加入するが、メンバーの就職活動を理由に一旦解散。
2006年9月、相対性理論を結成し、ベーシスト兼コンポーザーとして活動を始める。
2012年3月21日、タルトタタンがシングル「しょうがないマイラブ」でデビュー。西浦謙助とともに同ユニットのプロデュースを担当。
2012年6月9日、相対性理論を西浦謙助とともに脱退。
2012年11月14日、ハナエがシングル「神様はじめました/神様お願い」を発売。真部は同シングルのプロデュースを行い、以降、2015年のアルバム「上京証拠」までハナエのサウンドプロデューサーを担当。
2013年初頭、Vampilliaに正式加入。BiSや戸川純をボーカルに迎えた「bombs」シリーズにおいて作詞と歌メロを担当する。
2015年9月23日、Vampilliaの別編成プロジェクトであるVMOでの活動開始。
2017年4月14日、集団行動を結成。
2018年12月3日、フォークデュオを結成。
2021年元日、集団行動の活動休止を発表。同月10日、Paraisoでの活動を発表、1stシングルを配信リリース。
2022年11月23日、anoに「ちゅ、多様性。」楽曲提供。
2023年末、ano に楽曲提供した「ちゅ、多様性。」のサポートベーシストとして第65回日本レコード大賞、第74回NHK紅白歌合戦に出演。
2024年6月18日、ano TOUR 2024「絶絶絶蟆ｾ蟠惹ｸ也阜隕ｳ絶絶絶絶險ｱ雖∝･ｽ絶絶対聖域」よりライブサポートで帯同。
2025年6月9日、Widescreen Baroqueを結成。

## 作品

### バンド、ユニット（アルバム）
- 集団行動 - 『集団行動』、『充分未来』、 『SUPER MUSIC』。全曲作詞作曲。ギター、コーラス（2017年-、Victor Entertainment）
- Vampillia - 『the divine move』、『my beautiful twisted nightmares in aurora rainbow darkness』など。一部作詞作曲。ギター、シンセサイザー、たまにボーカル、ラップ。バンドに正式加入して間もなく、VampilliaがJｰPOP産業に挑戦するコンセプトの「bombs」シリーズで、歌詞と歌メロを担当。BISや戸川純がゲストボーカルで参加。2016年には、バンドと戸川が再びタッグを組み、戸川純 with Vampillia名義で 戸川純の歌手活動35周年記念アルバム『わたしが鳴こうホトトギス』をリリース。同名曲で戸川純と作詞で共作。（2014年-、Virgin Babylon Records）
- フォークデュオ - 『若草』全曲作詞作曲。ボーカル、アコースティックギター。（2019年-、Victor Entertainment）
- Paraiso ｰ シングル「ビリヤニ」ギター。（2021年ｰ、KINGAN RECORDS）
- Widescreen Baroque ｰ シングル「Door to Door」作詞作曲。（2025年ｰ、TOY'S FACTORY）
- 進行方向別通行区分 - 『世界は平和島』、『三十世界2』など。ギター、コーラス。（2006年-）
- 古都の夕べ - 『飛脚は良い線までいった』から『はじめての盗聴』まで。ベース、打ち込み。（2013-2014年）

### 提供曲
- タルトタタン
  - 「しょうがないマイラブ」（2012年3月21日、EMISSION ENTERTAINMENT）
  - 「しょうがないマイラブ/入り鉄砲に出女 PHOTO&DVD BOOK」（2012年4月24日、河出書房新社）
  - 「しょうがないマイラブ（7inchEP）」（2012年5月25日、EMISSION ENTERTAINMENT）
  - 『テトラッド』（2012年6月6日、EMISSION ENTERTAINMENT）
  - 「サイバーサバイバー」、「鳴門」、「入り鉄砲に出女」(西浦謙助による作詞の3曲)を除く6曲の作詞・全作曲・プロデュース[20]。
    - アルバム発売に先駆けて、2012年3月にヴィレッジヴァンガード下北沢店限定で1stシングル「しょうがないマイラブ」がゲリラ的に販売され完売。進行方向別通行区分の橋本アンソニーがベースで、脱退後に声優として活動を開始する小野早稀がボーカルで参加。
- SKY-HI 『FLOATIN' LAB』（2012年5月30日、BULL MOOSE）
  - 「糸」[注 5] の作曲（SKY-HIと共作）。作詞：SKY-HI。
    - 赤い公園の津野米咲がコーラスで参加。
- ハナエ
  - 「神様はじめました/神様お願い」（2012年11月14日、ユニバーサルミュージック）
  - 「Boyz & Girlz」（2013年4月24日、ユニバーサルミュージック）
  - 「恋は神聖ローマ」（2013年7月24日、ユニバーサルミュージック）
  - 「JUVENILE!!!!」（2013年10月23日、ユニバーサルミュージック）
  - 『十戒クイズ』（2013年11月27日、ユニバーサルミュージック）
  - 『十戒クイズ（12inchEP）』（2024年4月24日、ユニバーサルミュージック）
  - 「神様の神様/おとといおいで」（2015年1月14日、ユニバーサルミュージック）
  - 『上京証拠』（2015年3月4日、ユニバーサルミュージック）
    - カバー曲を除く全作詞・作曲[注 6]・プロデュース。
- IA 『IA/02 -COLOR-』(2013年1月30日、1st PLACE)
  - 「身代わりキボンヌ」[注 7] の作詞・作曲・編曲。調声：ずきお
    - 赤い公園の歌川菜穂がドラムで参加。
- 手嶌葵 『Aoi Works best collection 2011-2016』（2016年4月30日、Victor Entertainment）
  - 「ささやかだけど、好ましいこと」の作詞・作曲・編曲。
- 寺嶋由芙『わたしになる』（2016年9月21日、テイチクエンタテインメント） 
  - 「101回目のファーストキス」の作詞・作曲。編曲：rionos
  - 「天使のテレパシー」[注 8] の作詞。作曲・編曲：宮野弦士（2017年3月22日、テイチクエンタテインメント）
- 戸川純 with Vampillia 『わたしが鳴こうホトトギス』（2016年12月14日、VIRGIN BABYLON RECORDS）
  - 「わたしが鳴こうホトトギス」の作詞（戸川純と共作）・作曲：Vampillia
- V6 「COLORS/太陽と月のこどもたち（通常盤）」（2017年5月3日、avex trax）
  - 「GOLD」[注 9] の作詞・作曲。編曲：トオミヨウ
- trolleattroll
  - 「lost」の作詞。作曲：食品まつり（2017年12月18日）
  - 「blues」の作詞。作曲：world's end girlfriend（2018年1月1日）
- Awesome City Club『Catch The One』（2018年12月19日、Victor Entertainment）
  - 「愛とからさわぎ」の作詞（ユキエと共作）。作曲：モリシー
- M4 SOPMOD Ⅱ (CV: 田村ゆかり) 『ECHOES』（2020年8月26日、Victor Entertainment）
  - 「add ME」の作詞。作曲・編曲：上田剛士 (AA=)
- NeneNone
  - 「bamboo-2」の作詞・作曲・サウンドプロデュース（2020年12月9日、Dokuringo Records）
  - ｢UBATAMA｣の作詞・作曲・サウンドプロデュース（2021年2月17日、Dokuringo Records）
- RINA 「NANIKA｣の作詞・作曲。（2022年7月27日、Victor Entertainment）
- ano
  - 「ちゅ、多様性。」の作詞（あのと共作）・作曲。️️編曲：TAKU INOUE（2022年11月23日、TOY'S FACTORY）
  - 「ちゅ、多様性。（12inchEP）」（2023年5月17日、TOY'S FACTORY）
  - 『猫猫吐吐』（2023年12月13日、TOY'S FACTORY）
  - 『猫猫吐吐（12inchEP）』（2024月4月20日、TOY'S FACTORY）
  - 「猫吐極楽音頭」の作曲（TAKU INOUE、あのと共作）。作詞：あの。編曲：TAKU INOUE
  - 『From THE FIRST TAKE（12inchEP）』（2024月4月20日、TOY'S FACTORY）
    - 「ちゅ、多様性。- From THE FIRST TAKE」収録

  - 「許婚っきゅん」の作詞（あのと共作）・作曲。️️編曲：TAKU INOUE』（2024年10月9日、TOY'S FACTORY）
- ももすももす
  - 「まともじゃないのがちょうどいいの」の作曲・編曲（ももすももすと共作）。作詞：ももすももす（2023年4月19日、Sony Music Labels）
  - 『白猫浪漫』（2023年11月19日、Sony Music Labels）
  - 「怪傑ヒロイン☆」の作詞・作曲️️・編曲
- 月刊偶像 「遊園 me feat.  ヤママチミキ (GANG PARADE)」の作詞・作曲（2024年3月13日、Sony Music Labels）
- 花澤香菜  『追憶と指先』（2024年4月10日、ポニーキャニオン）
  - 「VENUS REVOLUTION」の作詞・作曲。編曲：tepe（Veill）、北川勝利
- 花譜 × 星街すいせい 「一世風靡」[21]の作詞・作曲。編曲：HIDEYA KOJIMA（2024年11月27日、PHENOMENON RECORD）
- VaVa 「再周回」[22]の作曲 (VaVaと共作)。作詞：VaVa（2024年11月27日、SUMMIT）
- リュックと添い寝ごはん 「満漢全席」[23]の作曲（松本ユウと共作)・編曲(リュックと添い寝ごはんと共作)。作詞：松本ユウ（2025年3月5日、Victor Entertainment）

### 編曲
- ハナエ  - 「神様お願い」作詞・作曲：松崎由治　「神様はじめました/神様お願い」に収録。（2012年11月14日、ユニバーサルミュージック）
- やなぎなぎ - 「月灯りふんわり落ちてくる夜」作詞・作曲：RYUZI　『ポリオミノ（初回限定盤）』に収録。（2014年12月10日、NBC ユニバーサル・エンターテイメントジャパン）
- ナナヲアカリ - 「19bitch」作詞・作曲：ナナヲアカリ 　『しあわせになりたい』に収録。（2017年7月4日）
- 寺嶋由芙 - 「サバイバル・レディ」作詞：トミヤマユキコ、作曲：上原子友康　『サバイバル・レディ』に収録。（2021年6月30日、テイチクエンタテインメント）
- Sano ibuki - 「下戸苦情」 作詞・作曲：Sano ibuki『革命を覚えた日』に収録。（2023年10月18日、ユニバーサルミュージック）
- usabeni × MaNaMaNa - 「女ともだち」 作詞：伊東アキラ、作曲：鈴木慶一（2025年4月23日）
- 大原櫻子 - 「Hero」 作詞・作曲：春日章宏『Traveling』に収録。（2025年6月11日、Victor Entertainment）

### プロデュース
- LAYRUS LOOP - 『ポップコーン』のプロデュース。（2022年5月11日、UK.PROJECT）
- peanut butters - 「ヴヴヴ」、「あいへいと」のプロデュース（2024年6月19日、7月17日）UK.PROJECT）

### スペシャルサンクス
- Shiggy Jr. - 『ALL ABOUT POP』。（2016年10月26日、ユニバーサルミュージック）

### ゲスト参加
- 水中、それは苦しい - 「農業、校長、そして手品」など。『手をかえ品をかえ』に収録。ベース、ギター、コーラスで、アルバムの全20曲のうち6曲に参加[24]。（2011年9月7日、ジョニーディスク）
- Wools - 「 Love & Romance」『Wools』に収録。ギターで参加[25] 。（2015年6月17日、P-VINE）　クラリネット奏者の渡邊恭一とは、このアルバムでの共演が縁となり、後に集団行動の3rdアルバム制作時に客演として招聘。「セダン」ではホーンセクションのメンバー選定と演奏を、「パタタス・フリータス」ではクラリネットソロのインプロ（即興）を氏に一任した。[26]

### CM音楽

#### 作曲
- インテル「分解くん」篇（2009年）「分解くんの歌」 - 唄：やくしまるえつこ。
- インテル「宇宙ちゃん」篇（2009年）「宇宙ちゃんの歌」 - 唄：やくしまるえつこ。
- 江崎グリコ プッチンプリン「プッチン大統領／記者会見」篇（2009年） - 唄：やくしまるえつこ。
- あいおいニッセイ同和損保 TOUGH（タフ）シリーズ（2012年）「タフのうた」 - 唄：Bose(スチャダラパー)。
- モイスト・ダイアン「デコルテダンス」篇（2013年）
- ルートインホテルズ「ささやかだけど、好ましいこと」（2015年） - 唄：手嶌葵。
- ドットエスティ「ドットエスティ フェスの唄」（2023年） - 唄：鈴木愛理、長州力。

## 所属グループ・ユニット
- 進行方向別通行区分（2005年 - ） - 田中（Vo./Gt.）、真部脩一（Gt.）、西浦謙助（Dr.）、橋本アンソニー（Ba.）から成るインディーズバンド。前任のギタリストに代わって加入。真部の中学時代の先輩だった田中がリーダーで作詞作曲を行う[3]。真部は「アート・リンゼイばりの不協和音と、桑田佳祐ばりのいい声といいメロディーがぶつかり合う[27]」とバンドを評している。ライブを行うたびに再結成と解散を繰り返している。
- 相対性理論（2006年 - 2012年） - 真部が声をかけて結成。上記の進行方向別通行区分のメンバーが就職活動で一旦解散となり、就職をしても週末に遊びでバンドがやりたい思った真部が、身近な人を集めて作ったバンド。ソングライターやベーシストになった理由は、メンバーに曲を書ける人やベースを弾ける人がいなかったからと本人談[27]。2009年にはCDショップ大賞を受賞するなど、リスナー、メディア問わず、高い評価を得るが、2012年6月8日、Zepp Tokyoでの自主企画を翌日に控える中、メンバーの西浦謙助が自身のブログで「今後のライブの不参加」を突如表明。同時に真部の不参加もアナウンスされ、事実上の脱退[注 10][注 11]。西浦は直前の発表になってしまった事について「『相対性理論のメンバーは流動的である』との事で、公式にはライブ前に僕の不参加に関する告知は行わないとの連絡があり、この場で僕から発表することに致しました」とコメント。相対性理論としての二人の最後の出演は、2011年9月21日、台風が関東を直撃し、通常より客足の少ない恵比寿LIQUIDROOMでの２マンライブとなった。明確な脱退理由は発表されていないが、後に、自分の意図してないところで「クールジャパン枠」に入れられたことに違和感がある[29]、「相対性理論に関しては、僕がやろうとしていたこととかけ離れすぎてしまいました。自分がほんとうにやりたかったこと、こうなれば面白いと思っていたことは、3割も実現できていません。 [29]」と語る。
- TUTU HELVETICA（2009年） - やくしまるえつことのユニット。
- アゼル&バイジャン（2012年） - 真部脩一、西浦謙助によるプロデュース・チーム。ベースで橋本アンソニーが、キーボードに赤い公園の津野米咲、レコーディングエンジニアに踊ってばかりの国の谷山竜志が参加。結成初期のタルトタタンをプロデュースした。
- Gameni（2013年） - IAの「身代わりキボンヌ」をプロデュースした真部のユニット。ドラマーとして赤い公園の歌川菜穂が参加している。
- 古都の夕べ（2013年 - 2014年） - 進行方向別通行区分のボーカル・田中とのユニット。初期のライブでは座布団を投げていた。2016年からは、田中のソロプロジェクトとなっている。
- Vampillia（2013年 - ） - 総勢10人＋αのブルータルオーケストラ[3]。幾度かのライブ参加を経て2013年に正式に加入。
- VMO（2015年 - ） - Vampilliaの派生ユニットであるアート・ブラックメタル・テクノ・プロジェクト。"皇帝"を意味する「エンペラー」を自称する。ライブには不定期で参加し、顔は白塗りのコープスメイク、奇妙な振り付けの踊りや直立不動のパフォーマンスを行う。
- 集団行動（2017年 - ） - 真部が声をかけて結成。自身が中心となってバンドを結成したのは相対性理論以来10年ぶり2回目となる[6]。2021年1月、コロナウイルス感染拡大の状況下において、集団での制作活動が困難になった事を挙げ、当面の活動休止を発表。
- フォークデュオ（2018年 - ） - 集団行動の真部脩一と西浦謙助にそっくりなSHUとKENによるフォーク・デュオユニット。
- Paraiso（2021年） - かめがいあやこ（ポップしなないで）、かわむら（同バンド）の二人が中心となり、真部脩一、ましのみ、NAGAMUU（イエスマン）と結成。5人組からなるミクスチャーポップバンド。
- Widescreen Baroque（2025年 - ） - ボーカリストHinanoとのユニット。ユニット名は時間や空間を自由に往来するSFのジャンルを意味する。